# Рујник
Рујник је насељено место у градској општини Црвени Крст на подручју града Ниша у Нишавском округу. Налази се у планинском подручју Попове главе и Црног врха, на око 9 км северно од центра Ниша. Према попису из 2022. било је 381 становника (према попису из 1991. било је 585 становника).

## Историја
Налази преисторијског, као и римског и византијског порекла указују на давну насељеност сеоског простора. На брду Кременац нађено је много обрађеног и полуобрађеног камена. О овом селу нема података из словенског средњовековног и раног турског периода. Први службени податак о њему датира из 1783/84. године и то из извештаја аустријских ухода, који га помињу као село с око 40 кућа. Међу селима (121 село) страдалим у време Милојеве и Срндакове буне 1841. године налази се и Рујник. Ослобођење од Турака затекло га је као мање село са двадесетак задружних домаћинстава.
После ослобођења од Турака већина домаћинстава се домогла већих комплекса земљишта, али с распадањем породичних задруга почео је већ крајем 19. века процес земљишног уситњавања. Због свог брдско-планинског смештаја и претежне упућености на шумско-сточарску привреду, Рујник је у односу на Хум, Каменицу, Горњи и Доњи Комрен и друга котлинска села, испољавао знаке слабијег имовног положаја. У атару су запажене појаве угља, али без покушаја експлоатације. Због тога су се већ крајем 19. века и у првој половини 20. века јавиле тенденције печалбарења, допунског привређивања и исељавања.
После Другог светског рата, нарочито шездесетих година 20. века, ојачао је процес прелажења на градска радничка занимања, али најчешће уз задржавање сеоских поседа и јачање мешовите привреде. Године 1971. Рујник је имао 74 пољопривредна, 66 мешовитих и 5 непољопривредних домаћинстава.

## Саобраћај
До Рујника се може доћи приградском линијом 30 ПАС Ниш - Горњи Комрен - Хум - Рујник - Лесковик.

## Демографија
Крајем 19. века (1895) Рујник је мање село с 34 задружних домаћинстава и 344 становника, а године 1930. у њему је живело 57 домаћинстава и 380 становника.
У насељу Рујник живи 410 пунолетних становника, а просечна старост становништва износи 48,0 година (47,2 код мушкараца и 48,9 код жена). У насељу има 132 домаћинства, а просечан број чланова по домаћинству је 2,89.
Ово насеље је великим делом насељено Србима (према попису из 2002. године), а у последња три пописа, примећен је пад у броју становника.
|  |

| Демографија | Демографија | Демографија |
| Година      | Становника  | Становника  |
| ----------- | ----------- | ----------- |
| 1948.       | 723         |             |
| 1953.       | 790         |             |
| 1961.       | 829         |             |
| 1971.       | 741         |             |
| 1981.       | 647         |             |
| 1991.       | 585         | 575         |
| 2002.       | 569         | 572         |
| 2011.       | 490         |             |
| 2022.       | 381         |             |

| Етнички састав према попису из 2002.‍ | Етнички састав према попису из 2002.‍ | Етнички састав према попису из 2002.‍ | Етнички састав према попису из 2002.‍ | Етнички састав према попису из 2002.‍ |
| ------------------------------------ | ------------------------------------ | ------------------------------------ | ------------------------------------ | ------------------------------------ |
|                                      |                                      |                                      |                                      |                                      |
| Срби                                 | Срби                                 |                                      | 548                                  | 96,30%                               |
| Роми                                 | Роми                                 |                                      | 13                                   | 2,28%                                |
| Црногорци                            | Црногорци                            |                                      | 1                                    | 0,17%                                |
| непознато                            | непознато                            |                                      | 6                                    | 1,05%                                |

| Година пописа     | 1948. | 1953. | 1961. | 1971. | 1981. | 1991. | 2002. |
| ----------------- | ----- | ----- | ----- | ----- | ----- | ----- | ----- |
| Број домаћинстава | 104   | 117   | 143   | 145   | 157   | 152   | 171   |

| Број чланова      | 1  | 2  | 3  | 4  | 5  | 6  | 7 | 8 | 9 | 10 и више | Просек |
| ----------------- | -- | -- | -- | -- | -- | -- | - | - | - | --------- | ------ |
| Број домаћинстава | 22 | 53 | 29 | 28 | 11 | 18 | 5 | 3 | 0 | 2         | 3,33   |

| Пол    | Укупно | Неожењен/Неудата | Ожењен/Удата | Удовац/Удовица | Разведен/Разведена | Непознато |
| ------ | ------ | ---------------- | ------------ | -------------- | ------------------ | --------- |
| Мушки  | 247    | 48               | 179          | 17             | 3                  | 0         |
| Женски | 237    | 29               | 178          | 28             | 2                  | 0         |
| УКУПНО | 484    | 77               | 357          | 45             | 5                  | 0         |

| Пол    | Укупно                    | Пољопривреда, лов и шумарство | Рибарство                            | Вађење руде и камена | Прерађивачка индустрија       |
| ------ | ------------------------- | ----------------------------- | ------------------------------------ | -------------------- | ----------------------------- |
| Мушки  | 125                       | 12                            | 0                                    | 0                    | 54                            |
| Женски | 41                        | 11                            | 0                                    | 0                    | 11                            |
| УКУПНО | 166                       | 23                            | 0                                    | 0                    | 65                            |
| Пол    | Производња и снабдевање   | Грађевинарство                | Трговина                             | Хотели и ресторани   | Саобраћај, складиштење и везе |
| Мушки  | 2                         | 8                             | 8                                    | 2                    | 12                            |
| Женски | 0                         | 0                             | 5                                    | 0                    | 3                             |
| УКУПНО | 2                         | 8                             | 13                                   | 2                    | 15                            |
| Пол    | Финансијско посредовање   | Некретнине                    | Државна управа и одбрана             | Образовање           | Здравствени и социјални рад   |
| Мушки  | 1                         | 0                             | 2                                    | 1                    | 2                             |
| Женски | 0                         | 1                             | 1                                    | 2                    | 1                             |
| УКУПНО | 1                         | 1                             | 3                                    | 3                    | 3                             |
| Пол    | Остале услужне активности | Приватна домаћинства          | Екстериторијалне организације и тела | Непознато            | Непознато                     |
| Мушки  | 0                         | 0                             | 0                                    | 21                   | 21                            |
| Женски | 0                         | 0                             | 0                                    | 6                    | 6                             |
| УКУПНО | 0                         | 0                             | 0                                    | 27                   | 27                            |